# Ju-Jitsu ai Giochi mondiali 2022 - Sistema fighting 57 kg femminile
La gara di sistema fighting 57 kg femminile di ju-jitsu ai Giochi mondiali 2022 si è svolta il 15 luglio 2022 a Birmingham.

## Risultati

### Fase preliminare

#### Gruppo A
| Pos | Atleta                       | G | W | L | PF | PA | PD  | Pts |
| --- | ---------------------------- | - | - | - | -- | -- | --- | --- |
| 1   | Licai Pourtois               | 2 | 2 | 0 | 24 | 2  | +22 | 4   |
| 2   | Christina Koutoulaki         | 2 | 1 | 1 | 16 | 10 | +6  | 2   |
| 3   | Margarita Rosa Campos Obando | 2 | 0 | 2 | 0  | 28 | −28 | 0   |

#### Gruppo B
| Pos | Atleta              | G | W | L | PF | PA | PD  | Pts |
| --- | ------------------- | - | - | - | -- | -- | --- | --- |
| 1   | Genevieve Bogers    | 2 | 2 | 0 | 25 | 9  | +16 | 4   |
| 2   | Rebekka Dahl        | 2 | 1 | 1 | 21 | 14 | +7  | 2   |
| 3   | Nuchanat Singchalad | 2 | 0 | 2 | 2  | 25 | −23 | 0   |

### Fase finale
|  | Semifinale           | Semifinale           | Semifinale           |                      |                | Finale            | Finale            | Finale            |  |
|  |                      |                      |                      |                      |                |                   |                   |                   |  |
|  | Licai Pourtois       | Licai Pourtois       | 16                   |                      |                |                   |                   |                   |  |
|  | Licai Pourtois       | Licai Pourtois       | 16                   |                      |                |                   |                   |                   |  |
|  | Rebekka Dahl         | Rebekka Dahl         | 5                    |                      |                |                   |                   |                   |  |
|  | Rebekka Dahl         | Rebekka Dahl         | 5                    |                      | Licai Pourtois | Licai Pourtois    | 0                 |                   |  |
|  |                      |                      |                      |                      | Licai Pourtois | Licai Pourtois    | 0                 |                   |  |
|  |                      |                      | Christina Koutoulaki | Christina Koutoulaki | 0              |                   |                   |                   |  |
|  | Genevieve Bogers     | Genevieve Bogers     | Christina Koutoulaki | Christina Koutoulaki | 0              | 10                |                   |                   |  |
|  | Genevieve Bogers     | Genevieve Bogers     |                      |                      |                | 10                |                   |                   |  |
|  | Christina Koutoulaki | Christina Koutoulaki | 16                   |                      |                | Finalina 3º posto | Finalina 3º posto | Finalina 3º posto |  |
|  | Christina Koutoulaki | Christina Koutoulaki | 16                   |                      |                |                   |                   |                   |  |
|  |                      |                      |                      |                      |                |                   |                   |                   |  |
|  |                      |                      |                      |                      |                | Rebekka Dahl      | Rebekka Dahl      | 6                 |  |
|  |                      |                      |                      |                      |                | Rebekka Dahl      | Rebekka Dahl      | 6                 |  |
|  |                      |                      |                      |                      |                | Genevieve Bogers  | Genevieve Bogers  | 6                 |  |